# دالان داوود
دالان داوود (که با نام‌های «کریدور داوود» یا «گذرگاه داوود» نیز شناخته می‌شود) یک ابتکار عمل راهبردی ژئوپلیتیکی و نظامی است که بنا به گزارش‌ها توسط اسرائیل در جنوب و شرق سوریه دنبال می‌شود. این پروژه که اولین بار در اواسط سال ۲۰۲۵ در بحبوحه تشدید مداخلات اسرائیل در سوریه به‌طور عمومی مورد بحث قرار گرفت، هدف آن ایجاد یک منطقه نفوذ پیوسته اسرائیل است که از بلندی‌های جولان اشغال شده توسط اسرائیل از طریق جنوب سوریه به سمت مرز سوریه و عراق، به ویژه تا رود فرات امتداد دارد. طرفداران آن را به عنوان یک منطقه حائل امنیتی توصیف می‌کنند، در حالی که منتقدان - از جمله سوریه، ترکیه، ایران و دولت‌های عربی - آن را به عنوان یک پروژه توسعه‌طلبانه که تمامیت ارضی سوریه و ثبات منطقه‌ای را تهدید می‌کند، محکوم می‌کنند. نام این کریدور یادآور شاه داوود کتاب مقدس است که نشان‌دهنده پیوندهای ایدئولوژیک با مفهوم اسرائیل بزرگ است که توسط جناح‌های درون ائتلاف حاکم اسرائیل پذیرفته شده است.
این کریدور پس از سقوط رژیم اسد در دسامبر ۲۰۲۴ و متعاقباً تجزیه حکومت سوریه، اهمیت پیدا کرد. اسرائیل عملیات نظامی خود را در جنوب سوریه، به ویژه در استان‌های درعا، قنیطره و سویداء، تشدید کرد و خواستار «خلع سلاح کامل» این مناطق شد. درگیری‌ها در سویدا در ژوئیه ۲۰۲۵ بین شبه‌نظامیان دروزی و قبایل بدوی - و حملات هوایی اسرائیل که ظاهراً برای «محافظت» از جوامع دروزی انجام شد - نشان‌دهنده بی‌ثباتی است که اسرائیل به دنبال بهره‌برداری از آن است. تحلیلگران منطقه‌ای معتقدند که این کریدور از اتحاد با گروه‌های اقلیت (به‌ویژه نیروهای دروزی و کرد) بهره می‌برد و از مواضع موجود ایالات متحده مانند پادگان التنف برای تسهیل دسترسی اسرائیل به مناطق استراتژیک شرق سوریه و شمال عراق استفاده می‌کند و اساساً پویایی قدرت منطقه را تغییر می‌دهد.

## پیشینه و زمینه
مبنای مفهومی کریدور داوود ریشه در دکترین‌های امنیتی دیرینه و ایدئولوژی‌های توسعه‌طلبانه اسرائیل دارد. اسرائیل از زمان پیروزی در جنگ شش روزه ۱۹۶۷ و اشغال متعاقب بلندی‌های جولان سوریه، پیوسته در پی جلوگیری از ظهور یک دولت قوی و متحد سوریه بوده است که قادر به به چالش کشیدن مرزهای شمالی خود باشد. رهبران اسرائیل، از جمله وزیر دفاع اسرائیل کاتز، علناً از یک «سوریه فدرال» متشکل از مناطق خودمختار ضعیف - عرب سنی، علوی، کرد و دروزی - حمایت کرده‌اند و استدلال می‌کنند که دولت-ملت‌های قوی با منافع اسرائیل در تضاد هستند. این استراتژی تجزیه پس از شروع جنگ داخلی سوریه در سال ۲۰۱۱ تشدید شد، زیرا اسرائیل صدها حمله هوایی علیه دارایی‌های ایران و زیرساخت‌های دولت سوریه انجام داد.
سقوط رژیم بشار اسد در دسامبر ۲۰۲۴ خلأ قدرتی ایجاد کرد که جاه‌طلبی‌های اسرائیل را تسریع کرد. با توجه به اینکه سوریه توسط یک دولت موقت به رهبری احمد الشرع اداره می‌شود و درگیر شبه‌نظامیان فرقه‌ای، مداخلات خارجی و فروپاشی اقتصادی است، جنوب سوریه به یک نقطه کانونی تبدیل شد. اسرائیل به عمق بیشتری از جنوب غربی سوریه حمله کرد و بخش تحت کنترل سوریه در منطقه حائل جولان را تصرف کرد و خواستار عقب‌نشینی ارتش سوریه از جنوب دمشق شد. همزمان، اسرائیل با جوامع دروزی در سویدا - با سوءاستفاده از بی‌اعتمادی آنها به دمشق و پیوندهای خانوادگی‌شان با شهروندان دروزی اسرائیلی - روابط برقرار کرد و هماهنگی غیرمستقیم خود را با نیروهای دموکراتیک سوریه (SDF) تحت حمایت ایالات متحده در شمال شرقی حفظ کرد این تلاش‌ها زمینه را برای ایجاد این کریدور فراهم کرد، کریدوری که توسط اسرائیل به عنوان یک اقدام امنیتی ضروری علیه نفوذ ایران مطرح شد، اما در سطح منطقه‌ای به عنوان یک تصرف زمین با سوءاستفاده از تجزیه سوریه تلقی می‌شد.

## مراجع بیشتر
- سرزمین‌های تحت اشغال اسرائیل
- اسرائیل بزرگ
- جنگ شش روزه
- بلندی‌های جولان
- جنگ داخلی سوریه
- نیروهای دموکراتیک سوریه
- التنف پادگان
- استان سویدا
- دروزی‌های اسرائیل